# Jimmy Bond
James E. 'Jimmy' Bond (Philadelphia, 27 januari 1933 - 26 april 2012) was een Amerikaanse jazzmuzikant (bas, tuba) van de modernjazz.

## Geschiedenis
Jimmy Bond leerde op de highschool op de bas te spelen, studeerde in 1955 af aan de Juilliard School of Music in New York en begon zijn muziekcarrière in de bands van Gene Ammons, Louie Bellson, Charlie Parker, Chet Baker (1955/56), Larance Marable (1956), Nina Simone (1957), Ella Fitzgerald (1956/57) en Buddy DeFranco (1957). In 1958 speelde hij in de band van George Shearing in de film Jazz on a Summers Day van het Newport Jazz Festival. Van 1959 tot 1961 was hij lid van de band van Paul Horn (Something Blue, 1960), speelde ook met Elmo Hope (1959), Art Pepper (Smack Up!, 1960) en Joe Gordon (Lookin Good, 1961). Bovendien speelde hij in Gerald Wilsons bigband, bij Jimmy Witherspoon, Paul Moer en Plas Johnson.
Tijdens de jaren 1960 en 1970 werkte Bond overwegend als studiomuzikant, met Randy Newman, The Jazz Crusaders, Phil Spector en anderen. Bond behoorde tot de weinige studiomuzikanten, die ook het spel met de elektrische bas beheerste en werkte derhalve ook mee bij experimentele projecten, zoals bij vroege opnamen van Tim Buckley en bij Frank Zappa's album Lumpy Gravy. Bovendien begeleidde hij de Texaanse blueszanger Lightnin' Hopkins.

## Overlijden
Jimmy Bond overleed in april 2012 op 79-jarige leeftijd.
- Biblioteca Nacional de España: XX5379005
- Bibliothèque nationale de France: cb138916581 (data)
- Gemeinsame Normdatei: 134807847
- International Standard Name Identifier: 0000 0000 5514 466X
- Library of Congress Control Number: n88629635
- MusicBrainz: 660ed174-55da-4adf-8eff-861dd3c397cc
- Istituto Centrale per il Catalogo Unico: UM1V029430
- Système universitaire de documentation: 080564178
- Virtual International Authority File: 51874554
- WorldCat: E39PBJdh74JY8XWqmVJkGWXPQq